# Véronique Emmenegger
 (février 2024).
Véronique Emmenegger, née à Paris en 1963, est une femme de lettres d'origine franco-suisse installée à Lausanne.

## Biographie
Véronique Emmenegger est née à Paris en 1963 d'un père suisse et d'une mère française. Elle habite successivement aux Iles Canaries, à Paris et à Berne avant de rejoindre la Suisse romande.
Après une scolarité au collège de Morges et au gymnase du Belvédère à Lausanne, elle gagne un concours de « Jeunes Reporters » à l'Hebdo. Devenue journaliste indépendante, elle collabore avec des magazines comme Emois, l'Hebdo, Voir, Roses Noires, Femina et plus récemment Générations pour lequel elle crée des textes originaux sur le thème de l’âge durant deux ans.[réf. souhaitée]
En 1987, Noël Blandin publie Mademoiselle Faust un récit sulfureux d’adolescence aux Éditions Sillages à Paris. La comédienne Carine Baillod en tirera un spectacle pour « Paroles de femmes » au Tremplin théâtre mis en scène par Jacques Cancelier. En 1992 c’est au tour de « Les Bouches » une passion entre une boulimique et un boxeur chez le même éditeur.[réf. souhaitée]

## Œuvre
- 1987 : Mademoiselle Faust: rue des Longs-Manteaux sans rien dessous, roman, Éditions Sillage, France  (ISBN 978-2-905479-08-2)[2],[3],[4]
- 1992 : Les Bouches, recueil de nouvelles, Éditions Sillage, France[5]
- 2009 : Richesse invisible, reportage réalisé en collaboration avec le photographe Pierre-Antoine Grisoni, Éditions d'en bas (avec l'Association de Familles du Quart Monde de l'Ouest lausannois), Suisse  (ISBN 978-2-8290-0372-1)[6],[7],[8]
- 2011 : Fringales, nouvelles, Éditions Persée, France  (ISBN 978-2352167-24-2)[9]
- 2013 : Cœurs d’assaut, roman, Éditions Luce Wilquin, Belgique  (ISBN 978-2-88253-461-3)[10],[11],[12]
- 2015 : Sorbet d’abysses, roman, Éditions Luce Wilquin, Belgique  (ISBN 978-2-882535-03-0)[13],[14]
- 2021 : Hedwig ou la Pensée-louve, roman graphique illustré par Wanda Dufner, Éditions Antipodes, Suisse  (ISBN 978-2-88901-187-2)
- 2022 : Dans ta sévère fontaine, novella, Antidata, France  (ISBN 978-2-91928532-7)
- 2023 : Distillation de la rosée, nouvelle dans le collectif Stand-by, Antidata, France  (ISBN 978-2-919285-34-1)
- 2023 : Vénus partielle (récit de ma sueur), micro roman, Editions BSN Press, Suisse  (ISBN 978-2-940648-97-9)[15]